# Lauren Gray
Lauren Gray, född den 3 november 1991 i Glasgow, Skottland, är en skotsk curlingspelare.
Hon tog OS-brons i damernas curlingturnering i samband med de olympiska curlingtävlingarna 2014 i Sotji.